# 列日自治港
默兹河畔列日自治港（法語：Port autonome de Liège）是欧洲第三大内陆港。